# 1-二甲氨基萘
1-二甲氨基萘也称为N,N-二甲基-1-萘胺（英語：N,N-Dimethyl-1-naphthylamine）是一种有机化合物，分子式C12H13N，属于芳香胺，可与对氨基苯磺酸在亚硝酸盐存在下合成百浪多息。